# Dawnswyr Môn

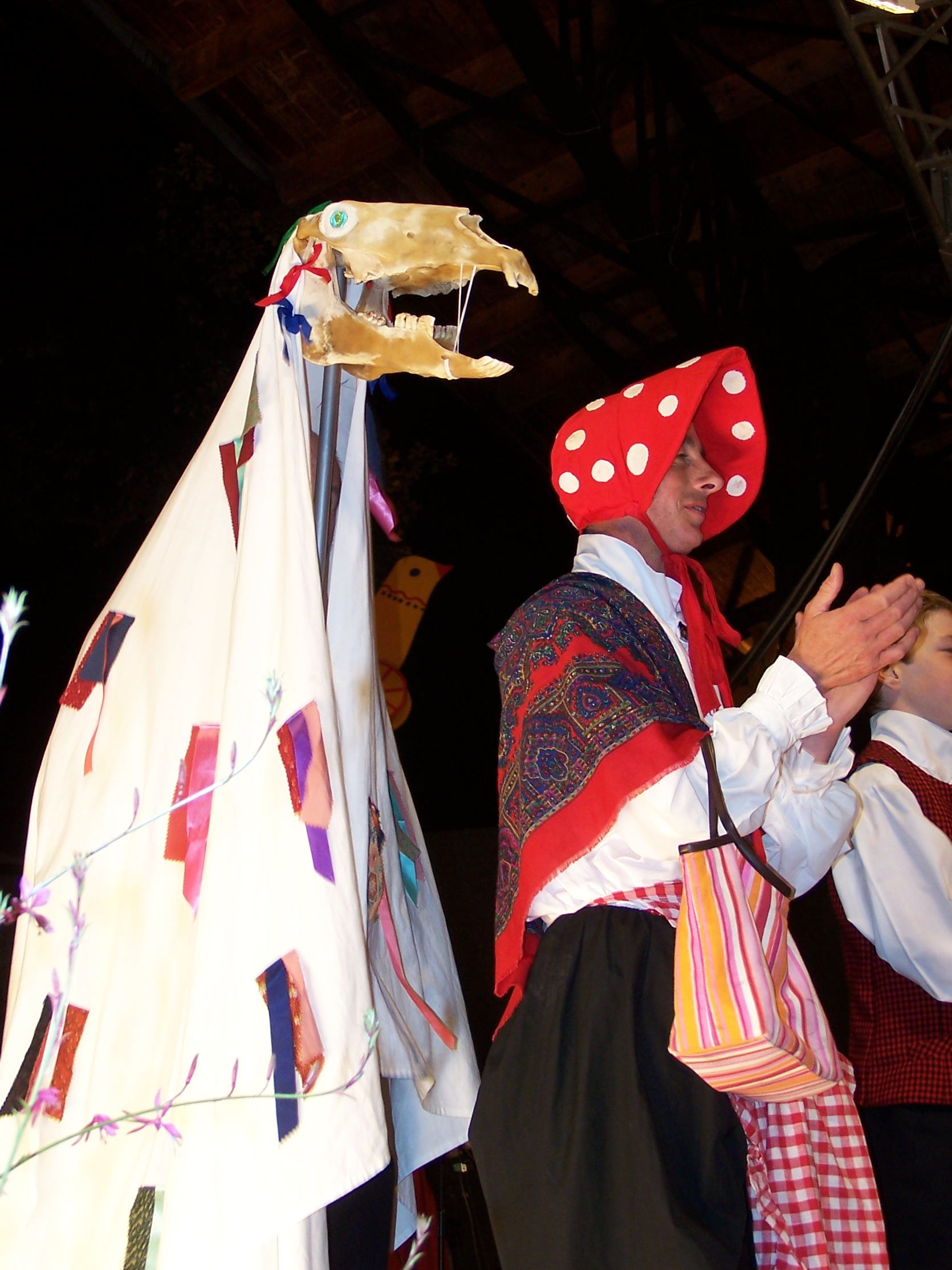
Actuación de la banda Dawnswyr Môn de Bethel (Gales) durante la 43.ª Semana Cultural Beskidzka en Żywiec

Dawnswyr Môn es una asociación de música y danza galesa. Se creó en 1980 con sede en Anglesey, una isla de la costa norte de Gales. Algunos de los miembros fundadores todavía siguen en el cuerpo de baile, aunque todos los miembros tienen varios años de experiencia. Además tienen un gran número de niños en la escuela de baile tradicional gales.
Muchos miembros son músicos, y las danzas suelen acompañarse por arpa, violín, flauta, acordeón, whistle y chelo. Los músicos y el grupo de baile ensayan juntos una vez a la semana.
Dawnswyr Môn es un grupo muy activo y participa continuamente en muchos festivales y fiestas, pero esto no les quita tiempo para la investigación y estudio del folclore galés es por esto que su repertorio es muy amplio y va de las típicas alegres danzas de fiesta a las de cortejo pasando por las típicas danzas de zuecos.
El grupo ha participado en países como Bretaña, Irlanda, Escocia, Inglaterra, Noruega, Dinamarca, Isla de Man, Francia y Hungría.
Sus trajes están basados en grabados de finales del siglo XVIII de distintas zonas de Gales.
Dawnswyr Môn suele competir en el Eisteddfod (un tipo de festival de literatura y canto típico de Gales) Gwyl Gerdd Dant y anualmente en Eisteddfod Môn, quedando campeón en varias ocasiones.
Dawnswyr Môn organiza el May Festival todos los años donde grupos de baile de todo el país participan bailando el primer sábado de mayo. El festival se extiende por varios pueblos de Anglesey como son Gwyl Mabsant o Bodedern.
Varios miembros de Dawnswyr Môn enseñan a los niños de la isla a bailar y a organizar su propio festival infantil, donde cientos de niños bailan juntos con trajes tradicionales.
Como en el momento de la fundación de la asociación los objetivos de la misma son aprender, enseñar y difundir sus bailes y tradiciones tanto entre los propios galeses como entre los extranjeros.
Está página contiene texto del Festival intercélticu de Avilés que hasta 2007 publicaba su contenido bajo Licencia Creative Commons Reconocimiento-Compartir bajo la misma licencia 2.5-España.